# تقرير غيرستين

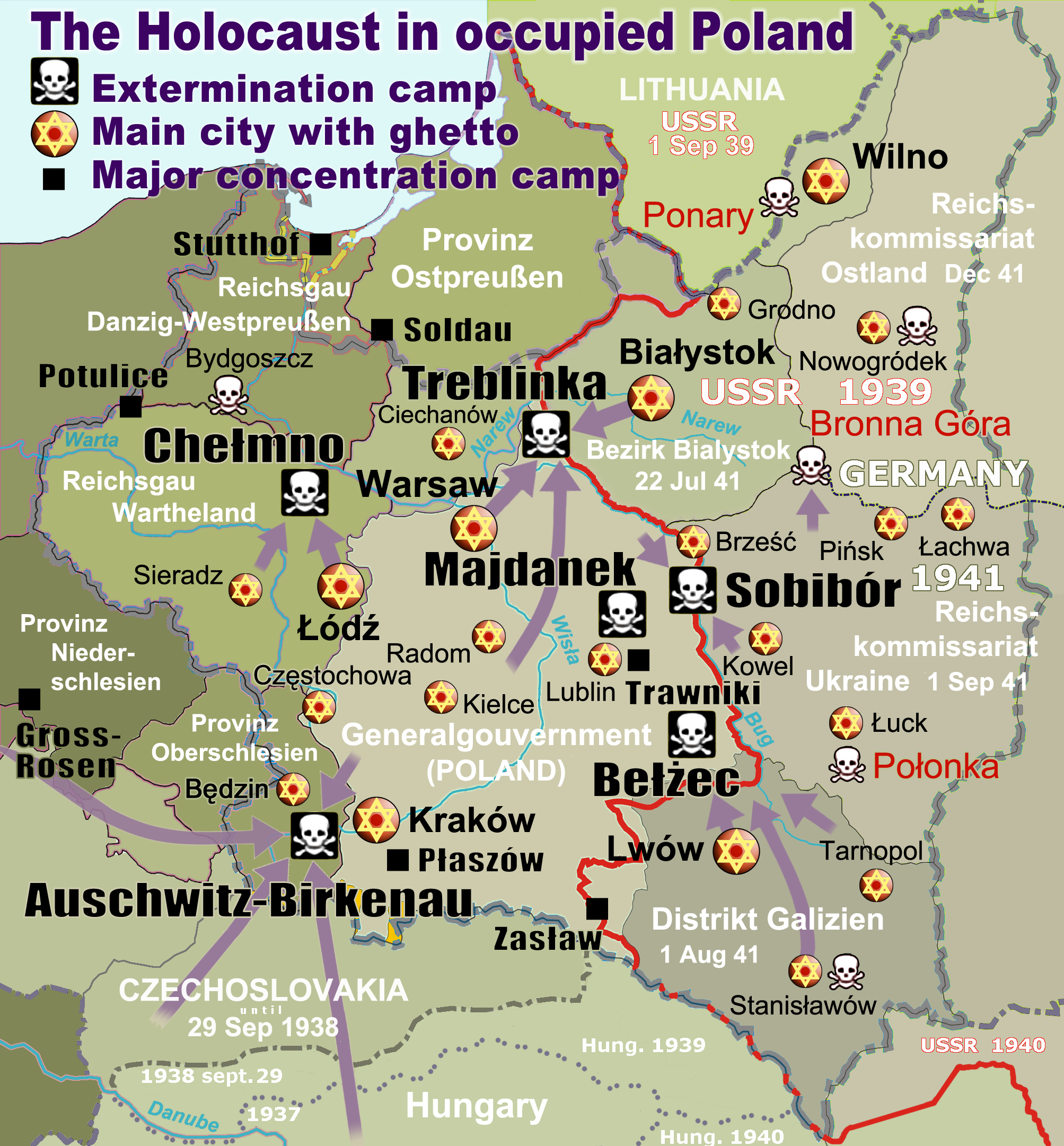

تقرير غيرستين في عام 1945 من قبل كيرت جيرستين، أوبرستورمفهرر لفافن إس إس، الذي شغل منصب رئيس خدمات التطهير الفني لـ SS في الحرب العالمية الثانية، وبهذه الصفة زود مبيد الآفات القائم على سيانيد الهيدروجين وزيكلون ب من Degesch ( Deutsche Gesellschaft für Schädlingsbekämpfung ) إلى رودولف هوس في أوشفيتز، وأجرى المفاوضات مع المالكين.  في 18 أغسطس 1942، جنبا إلى جنب مع رولف غونتر وفيلهلم بفاننستيل، شهد غيرستين استخدام الغاز لنحو 3000 يهودي في معسكر الإبادة في بيلزيك في بولندا المحتلة. يتضمن التقرير شهادة شهود عيان. تم استخدامه كدليل في محاكمات نورمبرغ. 
عندما استسلم جيرستين للقائد الفرنسي في بلدة ريوتلنجن المحتلة في 22 أبريل 1945، تم إرساله إلى بلدة روتويل حيث تم وضعه تحت «الأسر المشرفة» وتم وضعه في فندق مورين. هناك ألف تقريره، أولاً بالفرنسية ثم بالألمانية. 

## تفاصيل شخصية
ولد غيرستين في 11 أغسطس 1905 في مونستر حيث عاش حتى عام 1910، وانتقل إلى ساربروكن، وهالبرشتات، ونيوروبين بالقرب من برلين حيث حصل على دبلوم المدرسة الثانوية في عام 1925. درس في جامعات ماربورغ وآخن وبرلين، وحصل على شهادة في الهندسة عام 1931. خلال دراسته كان نشطًا في الحركات الشبابية البروتستانتية. 
انضم إلى الحزب النازي في مايو 1933. كمسيحي ملتزم، قاوم جيرشتاين محاولات الدولة النازية للسيطرة على حركة الشباب المسيحي، وهاجم سلطات الدولة. تم طرده من الحزب في أكتوبر 1936 بعد اعتقاله في سبتمبر 1936 لنشره منشورات معادية للنازية. أطلق سراحه، وتم اعتقاله مرة ثانية في يوليو 1938، وقضى شهرين في معسكر اعتقال. وبحسب ما ورد غضب من برنامج القتل الرحيم أو أكتيون تي4، قرر الانضمام إلى فافن إس إس: «للنظر في مسألة هذه الأفران والغرف من أجل معرفة ما حدث هناك».  بسبب تعليمه التقني، تم وضع غيرستين في خدمات التطهير التقني لفافن إس إس حيث أصبح بسرعة رئيسًا لها. وبهذه الصفة سافر إلى معسكرات الإبادة في بلزيك و Treblinka لتقديم إمدادات سيانيد الهيدروجين ( زيكلون ب ).